# مونگو بتی
مونگو بتی (به فرانسوی: Mongo Beti) نویسنده قرن بیستم میلادی اهل فرانسه بود.